# سوار بر شکوه
«سوار بر شکوه» آلبومی از منووار است که در سال ۱۹۸۳ میلادی منتشر شد.